# Victorí
|  | Per a altres significats, vegeu «Victorí (desambiguació)». |

Marc Piavoni Victorí (llatí: Marcus Piavonius Victorinus) va ser un emperador romà que va governar a l'Imperi de les Gàl·lies del 268 al 270 o bé del 269 al 271. Era un dels Trenta Tirans que Trebel·li Pol·lió inclou a la Historia Augusta.
Va ser un estret col·laborador de Pòstum I, l'emperador gal, i va arribar a tribú dels pretorians l'any 266 o 267. Pòstum el va fer el seu col·lega al consolat el 267 o 268. L'any 269 Marc Aureli Mari es va proclamar emperador, però a la seva mort les tropes de Trèveris van proclamar Victorí. Va ser reconegut a tota la Gàl·lia i Britànnia, però no a Hispània. Va sufocar una revolta a la ciutat d'Augustodúnum dels Hedus (Autun), que havia estat assetjada durant set mesos i finalment assaltada i saquejada.
Victorí va ser assassinat a finals del 270 o a començaments del 271 a Colonya per Aticià, un dels seus oficials, la dona del qual Victorí havia seduït. El seu fill Victorí el Jove va ser proclamat emperador pels lleials al seu pare, però els soldats el van matar ràpidament. En quin moment va ser proclamat Domicià II no s'ha pogut establir, però sembla raonable pensar que devia ser en aquest interregne. En tot cas el seu govern fou molt curt.
A base de diners, la mare de Victorí, Victorina, va conservar el poder i fins i tot va ser deïficada, i va aconseguir fer reconèixer al seu parent Tètric I com a emperador.